# Art of War 3
Art of War 3: Global Conflict (AOW) ist ein komplexes MMO Echtzeit-Strategiespiel (RTS) für mobile Endgeräte der Plattformen Android und Apple iOS. Entwicklerstudio und Herausgeber ist die Firma Gear Games mit Sitz in Moskau.

## Handlung
Die Spieler kommandieren ihre Truppen in Echtzeit über das Spielfeld, mit dem Ziel in PvP-Schlachten oder im Koop-Modus gegen andere Spieler anzutreten und mittels unterschiedlichen Kampftaktiken zu gewinnen. Es stehen verschiedene Gebäude, als auch Infanterie-, Panzer-, Landfahrzeug-, Marine- und Luftwaffen-Einheiten zur Verfügung, die zunächst erforscht und dann nach und nach aufgerüstet werden müssen, um den Gegner erfolgreich zu schlagen.
Die Handlung des Spiels spielt in der nahen Zukunft. Die Welt ist dabei in einen globalen Konflikt zwischen zwei verfeindeten Gruppen – der Föderation und dem Widerstand – verstrickt. Die Spieler entscheiden sich für eine der beiden Seiten, entwickeln eigene Kriegsstrategien und kämpfen solo oder verbünden sich gemeinsam in Clans, um den Weltkrieg für sich zu gewinnen.

## Rezeption
Die serbische Tageszeitung Blic hält Art of War 3: Global Conflict für den spirituelle Nachfolger von den Command-&-Conquer- und Red-Alert-Serien für Mobiltelefone. Das Spiel sei eines der besten RTS-Spiele für Mobiltelefone und den Spielern würde das Spiel stundenlang Spaß machen. Die indonesische Tageszeitung Tribun Batam meint das Spiel sei ein Meisterwerk des klassischen RTS-Spiels. Der Boy Genius Report meint, das Spiel wäre ein einzigartiges klassisches Echtzeit-Strategiespiel für Spieler die den Nervenkitzel spüren wollen und die in jeder Schlachtfeldsituation strategisch denken und entschlossen handeln können. Die Online Mobil-Game Community Blue Moon Game findet, dass trotz der Retro-Einflüsse der abgebildete Konflikt zwischen Konföderierten und Widerstand nichts sei, was man als veraltet oder kurios bezeichnen könne. Die Grafiken seien wunderschön detailliert, der Soundtrack faszinierend und die Geschichte fessle einen an den Bildschirm.